# كان راسيل
كان راسيل (بالإنجليزية: Kane Russell)‏ هو لاعب هوكي الحقل نيوزلندي، ولد في 22 أبريل 1992 في دنيدن في نيوزيلندا.

## وصلات خارجية
- كان راسيل على موقع الاتحاد الدولي للهوكي (الإنجليزية)
- كان راسيل على موقع اللجنة الأولمبية الدولية (الإنجليزية)
- كان راسيل على موقع أوليمبيديا (الإنجليزية)
- كان راسيل على موقع اللجنة الأولمبية النيوزيلندية (الإنجليزية)